# Xã Crystal, Quận Oceana, Michigan
Xã Crystal (tiếng Anh: Crystal Township) là một xã thuộc quận Oceana, tiểu bang Michigan, Hoa Kỳ. Năm 2010, dân số của xã này là 838 người.